# Eilema homochroma
Eilema homochroma är en fjärilsart som beskrevs av De Toulgoët 1956. Eilema homochroma ingår i släktet Eilema och familjen björnspinnare. Inga underarter finns listade i Catalogue of Life.